# Siodło za Kazalnicą
Siodło za Kazalnicą – płytkie siodło na północno-wschodniej grzędzie Mięguszowieckiego Szczytu Czarnego, znajdujące się tuż po południowo-zachodniej stronie wierzchołka Kazalnicy Mięguszowieckiej w polskich Tatrach Wysokich. Na zachód opada z niego ściana do Wyżniego Bańdziocha, na wschód do Kotła Kazalnicy.
Przez Siodło za Kazalnicą prowadzi znakowany szlak turystyczny znad Czarnego Stawu pod Rysami na Mięguszowiecką Przełęcz pod Chłopkiem. Podejście na Siodło od Bańdziocha prowadzi bardzo stromą rynną, potem jest trawers eksponowaną półeczką i płytowym zacięciem ubezpieczonym 7 klamrami. Siodło za Kazalnicą to poziomy odcinek grzędy. Dalsza trasa na przełęcz prowadzi Galeryjką przecinającą północną ścianę Mięguszowieckiego Szczytu Czarnego.
Józef Nyka o widoku z Siodła za Kazalnicą pisał: Roztacza się stąd niezapomniany widok na zapadłe w głąb Morskie Oko, wsch. Ściany Mięguszowieckiego (2438 m) oraz Rysy (2503 m) i Wysoką (2560 m), które z tej strony wyglądają najbardziej imponująco. We wrześniu 1966 r. zdarzył się tutaj wypadek; na śniegu pośliznął się i runął w dół 24-letni mężczyzna. Spadł 180 m niżej, po drodze zaliczając 40 m wolnego lotu. Wylądował na zaśnieżonych płytach i w zaspach nie odnosząc poważniejszych obrażeń.

## Szlak turystyczny
Czarny Staw – Bańdzioch (Koleba pod Chłopkiem) – Siodło za Kazalnicą – Galeryjka – Przełęcz pod Chłopkiem. Czas przejścia: 2:30 h, ↓ 2 h.

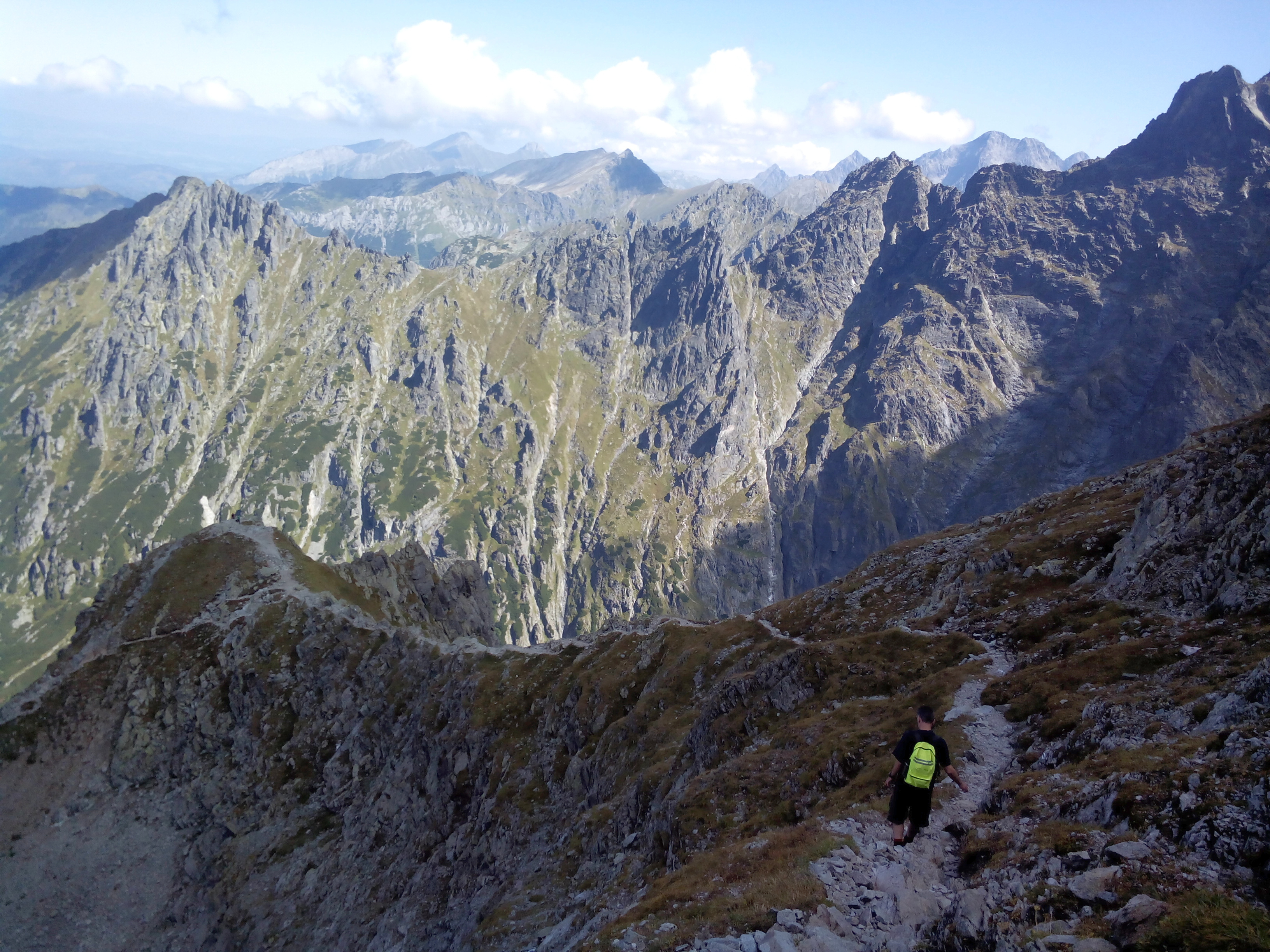
Widok z Galeryjki